# Maitland Ward
Ashley Maitland Welkos, mais conhecida como Maitland Ward (Long Beach, Califórnia, 3 de fevereiro de 1977), é uma estrela pornô, modelo e ex-atriz de televisão estadunidense, conhecida pela personagem Rachel McGuire do seriado Boy Meets World e Jessica Forrester na novela The Bold and The Beautiful. No cinema, interpretou Brittany Wilson, no filme As Branquelas (2004). Ela se casou com o agente imobiliário, Terry Baxter, em 21 de outubro de 2006. Em 2019, ela passou da atuação de tv e cinema para a atuação em filmes pornográficos.

## Filmografia
| Ano       | Título                     | Papel             | Notas                              |
| --------- | -------------------------- | ----------------- | ---------------------------------- |
| 1994–1996 | The Bold and the Beautiful | Jessica Forrester | Papel recorrente (129 episódios)   |
| 1997      | Killing Mr. Griffin        | Candice Lee       | telefilme (NBC)                    |
| 1998      | USA High                   | Tina              | Episódio: "Buddies"                |
| 1998      | Home Improvement           | Christy           | Episódio: "The Old College Try"    |
| 1998–2000 | Boy Meets World            | Rachel McGuire    | Elenco principal (45 episódios)    |
| 1999      | A Bold Affair              | Eleanor           |                                    |
| 2000      | Dish Dogs                  | Molly             | Participação; direto-para-vídeo    |
| 2002      | Boston Public              | Rachel Newman     | Episódio: "Chapter 43"             |
| 2004      | White Chicks               | Brittany Wilson   |                                    |
| 2005      | Out of Practice            | Staci             | Episódio: "Pilot"                  |
| 2007      | Rules of Engagement        | Dani              | Episódio: "Young and the Restless" |

| Ano  | Título                  | Papel                | Notas |
| ---- | ----------------------- | -------------------- | ----- |
| 2019 | Wet And Wild (2019)     | Brazzers Exxtra      |       |
| 2019 | Drive (TV Series)       |                      |       |
| 2019 | When Superstars Collide | Lesbica X            |       |
| 2019 | Raw 38                  | Jules Jordan         |       |
| 2019 | Lesbian Superstars      | Lesbica X            |       |
| 2019 | We All Do It, Too       | Blacked              |       |
| 2019 | Unprofessional          | Blacked              |       |
| 2019 | VR Bangers              | #CosplayQueen        |       |
| 2019 | VR Bangers              | Order of Termination |       |
| 2020 | VR Bangers              | Showgirl             |       |
| 2020 | Muse Season 1           | Deeper               |       |
| 2020 | Poolside Affairs        |                      |       |
| 2021 | Muse Season 2           | Deeper               |       |
| 2021 | Mistress Maitland       | Deeper               |       |
| 2021 | Mistress Maitland 2     | Deeper               |       |
| 2021 | Stars                   | Blacked              |       |